# Андорра на літніх Олімпійських іграх 1984
Андорра брала участь у літніх Олімпійських іграх 1984 року у Лос-Анджелесі (США), але не завоювала жодної медалі. Країну представляли два спортсмени (2 чоловіки) у одному виді спорту (стрільба).

## Результати

### Стрільба
- Жоан Томас
Трап — 26 місце
- Франческо Ґасет
Трап — 28 місце